# Biserica Sfânta Paraschiva din Liov
Biserica Sf. Paraschiva din Liov (în ucraineană Церква святої Параскеви П'ятниці) - este situată pe str. Hmelnițki 77 (ucr. вул Богдана Хмельницького, înainte de 1945 - strada Żółkiewska), la poalele castelului din Liov.

## Istoricul clădirii
Biserica Ortodoxă Sf. Paraschiva (sau Piatnițika), a fost ctitorită de domnitorului moldovean Vasile Lupu în 1645, pe locul unei clădiri mai vechi. Blocurile de construcție au fost cioplite din gresie. Ea servea drept lăcaș de cult negustorilor moldoveni care poposeau des în Liov, centru comercial important în Evul mediu. Biserica poartă hramul Sfânta Paraschiva, sfânta patroană (ocrotitoare) a Moldovei. 
Naosul bisericii are un caracter defensiv - pereții ei sunt grosi si cu ferestre înguste - caracter susținut si de crenelurile din etaj ale turnului. 
Alăturată este o absidă octogonală. Peretele poartă stema Principatului Moldovei - cap de bour cu soarele, luna și stelele. În 1885 s-a efectuat o renovare fundamentală a întregii clădiri.
Turnul înalt, pătrat, este legat organic cu restul bisericii. În 1908 el a fost acoperit cu un acoperiș nou, în forma de cupolă, proiectat de arhitectul Michal Łużecki, apoi au fost adăugate turnuri mai mici la colțuri. Un element decorativ al turnului este un registru superior cu o arcadă oarbă de arcuri de pilaștri romanici si renascentiști. În 1987-1990, o nouă clopotniță a fost construita în curtea din fața bisericii, și armonizată cu arhitectura bisericii vechi.